# 玛丽亚·克瓦希涅夫斯卡
玛丽亚·克瓦希涅夫斯卡（波蘭語：Maria Kwaśniewska，1913年8月15日—2007年10月17日），波兰女子田径运动员。她曾代表波兰参加1936年夏季奥林匹克运动会田径比赛，获得女子标枪铜牌。